# King Clancy
Pour les articles homonymes, voir Clancy.
Temple de la renommée : 1958
Francis Michael Clancy, surnommé King Clancy, (né le 25 février 1903 – mort le 10 novembre 1986) est un joueur professionnel de hockey sur glace qui évolue dans la Ligue nationale de hockey en Amérique du Nord pour deux franchises différentes : les Sénateurs d'Ottawa et les Maple Leafs de Toronto. À la fin de sa carrière, en 1937, il a tour à tour occupé les rôles d'entraîneur, d'arbitre puis de dirigeant. Il est le père du joueur Terry Clancy.

## Carrière en club
Né à Ottawa en Ontario, Clancy commence à jouer au hockey dans les équipes juniors d'Ottawa avant de faire ses débuts avec l'équipe de la LNH locale, les Sénateurs.
Il est un des membres importants de la conquête de la Coupe Stanley en 1923 et 1927. Malgré sa petite taille (un des plus petits défenseurs de l'époque), il était rapide et solide, ne baissant jamais les bras.
Le 31 mars 1923, au cours d'un match de la finale de la Coupe Stanley, dans la patinoire des Sénateurs, il devient le premier joueur de l'histoire du hockey à jouer aux six postes différents au cours du même match. En effet, au cours de la troisième période, le gardien, Clint Benedict reçut deux minutes de pénalités et étant donné qu'à l'époque, les gardiens devaient réellement prendre les pénalités, le but aurait dû être vide. Clancy décida de joueur les deux minutes dans les buts plutôt que de laisser la cage vide.
Le 11 octobre 1930, alors qu'il réalisait sa plus belle saison de sa carrière (17 buts et 40 points en 44 matchs), Conn Smythe l'achète aux Sens pour le prix de 35 000 dollars et deux joueurs. Lors de sa seconde saison avec les Leafs, il conquiert une nouvelle Coupe Stanley. Au bout de 6 matchs dans la saison 1936-1937, il annonce sa retraite.

## Statistiques
| Saison     | Équipe                 | Ligue      |     | Saison régulière | Saison régulière | Saison régulière | Saison régulière | Saison régulière |   | Séries éliminatoires | Séries éliminatoires | Séries éliminatoires | Séries éliminatoires | Séries éliminatoires |
| Saison     | Équipe                 | Ligue      | PJ  | B                | A                | Pts              | Pun              | PJ               | B | A                    | Pts                  | Pun                  |                      |                      |
| 1921-1922  | Sénateurs d'Ottawa     | LNH        | 24  | 4                | 5                | 9                | 19               |                  |   |                      |                      |                      |                      |                      |
| 1922-1923  | Sénateurs d'Ottawa     | LNH        | 24  | 3                | 1                | 4                | 20               |                  |   |                      |                      |                      |                      |                      |
| 1923-1924  | Sénateurs d'Ottawa     | LNH        | 24  | 9                | 8                | 17               | 18               |                  |   |                      |                      |                      |                      |                      |
| 1924-1925  | Sénateurs d'Ottawa     | LNH        | 29  | 14               | 5                | 19               | 61               |                  |   |                      |                      |                      |                      |                      |
| 1925-1926  | Sénateurs d'Ottawa     | LNH        | 35  | 8                | 4                | 12               | 80               |                  |   |                      |                      |                      |                      |                      |
| 1926-1927  | Sénateurs d'Ottawa     | LNH        | 43  | 9                | 10               | 19               | 78               |                  |   |                      |                      |                      |                      |                      |
| 1927-1928  | Sénateurs d'Ottawa     | LNH        | 38  | 8                | 7                | 15               | 73               |                  |   |                      |                      |                      |                      |                      |
| 1928-1929  | Sénateurs d'Ottawa     | LNH        | 44  | 13               | 2                | 15               | 89               |                  |   |                      |                      |                      |                      |                      |
| 1929-1930  | Sénateurs d'Ottawa     | LNH        | 44  | 17               | 23               | 40               | 83               |                  |   |                      |                      |                      |                      |                      |
| 1930-1931  | Maple Leafs de Toronto | LNH        | 44  | 7                | 14               | 21               | 63               |                  |   |                      |                      |                      |                      |                      |
| 1931-1932  | Maple Leafs de Toronto | LNH        | 48  | 10               | 9                | 19               | 61               |                  |   |                      |                      |                      |                      |                      |
| 1932-1933  | Maple Leafs de Toronto | LNH        | 48  | 13               | 12               | 25               | 79               | 9                | 0 | 3                    | 3                    | 14                   |                      |                      |
| 1933-1934  | Maple Leafs de Toronto | LNH        | 46  | 11               | 17               | 28               | 62               | 3                | 0 | 0                    | 0                    | 8                    |                      |                      |
| 1934-1935  | Maple Leafs de Toronto | LNH        | 47  | 5                | 16               | 21               | 53               | 7                | 1 | 0                    | 1                    | 8                    |                      |                      |
| 1935-1936  | Maple Leafs de Toronto | LNH        | 47  | 5                | 10               | 15               | 61               | 9                | 2 | 2                    | 4                    | 10                   |                      |                      |
| 1936-1937  | Maple Leafs de Toronto | LNH        | 6   | 1                | 0                | 1                | 4                |                  |   |                      |                      |                      |                      |                      |
| Totaux LNH | Totaux LNH             | Totaux LNH | 591 | 137              | 143              | 280              | 904              | 28               | 3 | 5                    | 8                    | 40                   |                      |                      |

## Carrière d'entraîneur et d'arbitre
La saison après sa retraite, il devient brièvement entraîneur des Maroons de Montréal avant d'entamer une carrière de onze ans d'arbitrage de matchs de la LNH.
En 1949, les Canadiens de Montréal le font signer afin qu'ils deviennent l'entraîneur de leur franchise associée dans la Ligue américaine de hockey : les Mohawks de Cincinnati. Après deux saisons peu brillantes, il retourne dans la famille des Leafs en passant derrière le banc de leur franchise associée de la LAH : les Hornets de Pittsburgh. Les Hornets réalisent alors deux saisons extraordinaires sous la direction de Clancy et ils gagnent en 1951-52 la Coupe Calder. Ils faillirent réaliser le doublé mais perdirent en finale en sept matchs.
Vu ses bons résultats, il est promu entraîneur des Leafs pour la saison 1953-1954 mais il ne réussit pas grand-chose au cours des trois saisons suivantes et est remplacé par Howie Meeker en 1956.
Conn Smythe lui offre alors le poste de directeur adjoint de la franchise et en 1958, il est admis au Temple de la renommée du hockey. Il occupe le poste d'adjoint jusqu'en 1969, année où Punch Imlach est renvoyé et les deux hommes se brouillent : Clancy avait dit qu'il suivrait Ilmach s'il était renvoyé mais il ne put résister au poste de vice-président des Maple Leafs qui lui fit offert.
Après que Harold Ballard prit le contrôle des Leafs en 1971-1972, les deux hommes deviennent inséparables. Au cours de cette saison, Clancy prend temporairement la place de l'entraîneur des Leafs, John McLellan, convalescent. Clancy restera dans l'organisation de la franchise tout le restant de sa vie et il meurt en 1986 à l'âge de 83 ans en raison de problèmes de vésicule biliaire.

### Honneurs et trophées personnels
- Sélectionné pour jouer dans les Match des étoiles de la Ligue nationale de hockey[2] à quatre reprises : 1931, 1932, 1933 et 1934.
- Admis au Temple de la renommée du hockey - 1958[3]
- Admis au Temple de la renommée du sport du Canada - 1975
- La LNH remet chaque année, le trophée King-Clancy, au joueur ayant démontré le meilleur exemple de leadership et ayant le plus contribué à la société.
- En 2017 il est nommé parmi les 100 plus grands joueurs de la LNH à l'occasion du centenaire de la ligue[4]